# کریستین ترش
 کریستین ترش (انگلیسی: Christian Träsch؛ زادهٔ ۱ سپتامبر ۱۹۸۷) یک بازیکن فوتبال اهل آلمان است.
وی همچنین در تیم ملی فوتبال آلمان بازی کرده است.